# Тайные досье Анри Лобино
Та́йные досье́ Анри́ Лобино́ (фр. Dossiers Secrets d'Henri Lobineau), Досье Лобино (фр. Dossier Lobineau), Тайные/Секретные досье (фр. Dossiers secrets) — сборник подложных документов о деятельности вымышленного тайного общества «Приорат Сиона», авторами которого выступили Пьер Плантар и Филипп де Шерези. Полный сборник хранится с 27 апреля 1967 года как документ 4° LM1 2491 в Национальной библиотеке Франции, хотя отдельные единицы хранения были помещены ещё в 1964 году. В нём содержится ряд материалов (включая изменённую родословную династии Меровингов), целью которых является обоснование потомственного преемства Плантара Дагоберту II.
Сборник послужил одним из источников для известных книг «Святая Кровь и Святой Грааль» и «Код да Винчи».

## История

### Описание
Досье представляют собой современные микрофильмированные документы, доступные для чтения любому человеку. Это сборник в твёрдом переплёте, содержащий подборку различных печатных изданий: вырезки из газет, письма, вкладыши, родословные древа и несколько страниц других печатных работ, которые были неоднократно украдены и заменены другими, а также перегружены различными пометками и исправлениями.

### Содержание
«Тайные досье Анри Лобино» содержат (включая 13 страниц с изменённой родословной Меровингов) следующий материал.
1. «Введение», написанное Эдмоном Альбе, включающее в себя посвящение Филиппа Тоскана дю Плантира «Монсеньору графу Рену, герцогу де Ризес, законному потомку Кловиса I, короля Франции, светлейшему пламенеющему потомку „короля и святого“ Дагоберта II». Альбе утверждает, что библиотека Эмиля Хоффета находилась в распоряжении Международной лиги букинистов[англ.], пока не стала частью тайных архивов госпитальеров.
2. Карты Франции и родословное древо Меровингов, взятое из неизвестного научного труда.
3. Газетные вырезки, касающиеся свободы Окситании.
4. Подложное письмо, приписываемое Ноэлю Корбу[англ.], вместе с конвертом, отмеченным почтовым штемпелем «Куиза, 1962». Письмо имеет отношение к Эмилю Хоффету и отправлено Герберту Регису, который, согласно Эдмону Альбе, должен был встретить Фахар уль-Ислама, хранившего кожаный портфель с тайными документами, но умершего до того, как сумел выйти на него.
5. Подложное письмо Мариусу Фатину от Международной лиги букинистов, датированное 2 июля 1966 года. В своём официальном письме от 9 октября 1972 года президент Ассоциации букинистов[англ.] Мартин Хамлин заявил, что бланк, на котором написано письмо Фатину, не использовался их ассоциацией начиная с 1950 года, а её местопребыванием не является Грейт-Рассел-стрит[англ.] начиная с 1948 года.[2] Это же подтверждают Билл Патнем и Джон Эдвин Вуд: «Мы связались с Ассоциацией букинистов в Лондоне, которая подтвердила, что они использовали бланк, как тот, на котором написано письмо. Но у них нет никаких записей о приобретении архива Хоффлета».[3]
6. Список великих магистров Приората Сиона.
7. Страница из журнала «Regnabit». Возможно, является плагиатом некоторых сведений из книги «Эпоха Водолея» Поля Ликура 1937 года.
8. Некролог аббату Жеро де Кайрону.

#### Документ № 1
Первая единица хранения под названием «Родословная королей Меровингов и происхождение различных французских и иностранных семей Меровингов согласно аббату Пишону, доктору Эрве и свиткам аббата Соньера из Рен-ле-Шато» (фр. Généalogie des Rois Mérovingiens et Origine des diverses Familles Françaises et Etrangères de Souche Mérovingienne d’Après L’Abbé Pichon, le Docteur Hervé et les Parchemins de l’Abbé Saunière de Rennes-le-Château) поступила в январе 1964 года. Документ представляет собой машинописный текст за авторством Анри Лобино. В нём рассказывается о династии Меровингов и их потомках, чья кровь течёт в жилах некоторых французских семей. Семья Плантара представлена в списке как ведущая свой род от Сигиберта IV, который представлен как тайный сын Дагоберта II.

##### Анри Лобино
Анри Лобино — это псевдоним, образованный от названия улицы в Париже рядом с улицей Сен-Сюльпис. Многие последующие тексты говорят об авторстве Лео Шидлофа (фр. Leo Schidlof) — австрийского торговца произведениями искусства, жившего с 1948 года в Лондоне, хотя эти тексты были опубликованы после его смерти в октябре 1966 года. Его дочь отрицала, что Шидлоф использовал этот псевдоним и вообще имеет какое-то отношение к этим текстам. Из документов Приората Сиона 1972 года следовало, что Анри Лобино являлся аристократом по имени Анри, граф де Ленонкур.

#### Документ № 2
Вторая единица хранения под названием «Потомство Меровингов, или загадка вестготов Разеса» (фр. Les descendants mérovingiens ou l’énigme du Razès Wisigoth) поступила в августе 1965 года. В этой публикации под псевдонимом Мадлен Бланкасаль (фр. Madeleine Blancasall) ещё раз рассказывается история о неком сохранившемся потомстве Меровингов, которое имеет непосредственное отношение к исторической области Разес, находящейся вблизи от Рен-ле-Бен и Рен-ле-Шато.

#### Документ № 3
Третья единица хранения под названием «Сокровище Меровингов….. Рен-ле-Шато…..» (фр. Un trésor mérovingien à..... Rennes-le-Château.....) была помещена в 1966 году. Это девятистраничная брошюра, представляющая собой факсимиле глав из книги писателя Робера Шарру. Тексты книги и копии содержат два незначительных исправления. Автор обозначен под псевдонимом Антоний Отшельник (фр. Antoine l'Ermite). Изваяние этого святого можно встретить в Рен-ле-Шато.

#### Документ № 4
Четвёртая единица хранения относится в ноябрю 1966 года и является дополнением к предыдущим. В качестве автора обозначен некий С. Ру (фр. S. Roux), перечисляющий заявления некоего Лионеля Бурру (фр. Lionel Burrus). Представлена копия статьи из журнала Semaine Catholique Genevoise от 22 октября 1960 года под названием «Поставить точку», которая заявляет, что человеком под именем Анри Лобино являлся Лео Шидлоф, умерший ровно месяц назад в Вене в возрасте 80 лет. С. Ру выступает с критикой Бурру и Шидлофа, даже обвиняя последнего в шпионаже в пользу СССР.

#### Документ № 5
Пятая единица хранения называется «Красный змей» (фр. Le Serpent Rouge) и представляет собой стихотворение в прозе с символическими 13 строфами по числу знаков зодиака (с добавлением Змееносца между Скорпионом и Стрельцом) вместе с планами и схемами семинарии при церкви Сен-Сюльпис и близлежащей церкви Сен-Жермен-де-Пре.
Этот документ был внесён в библиотечный каталог и на хранение 20 марта 1967 года, хотя сам текст датирован 15 февраля 1967 года. Это важное обстоятельство, поскольку на титульном листе указаны три вероятных автора: Пьер Фожер (фр. Pierre Feugère), Луи Сен-Максен (фр. Louis Saint-Maxent) и Гастон де Кокер (фр. Gaston de Koker). Каждый из них является действительно существовавшим лицом, но все были убиты между 15 февраля и 20 марта. Настоящий автор указывает на то, что все трое были убиты или покончили жизнь самоубийством после того, как закончили и зарегистрировали текст. Автор пытался найти некрологи с сообщениями о наступлении смерти от самоубийства. В конечном итоге настоящий автор найдёт их имена и будет использовать.

#### Документ № 6
Шестая — и последняя — единица хранения называется «Тайные досье Анри Лобино» (фр. Les Dossiers secrets de Henri Lobineau) и автором указан Филипп Тоскан дю Плантир (фр. Philippe Toscan du Plantier). Именно это название не только дало имя всему сборнику, но и явно указало на настоящего автора досье, рассказывающего всем о деятельности «Приората Сиона».

#### Приорат Сиона
Из записей, датируемых 1956 годом, следует, что существует тайное общество «Приорат Сиона», история которого излагается с самого основания в 1099 году Готфридом Бульонским. Также имеется список всех великих магистров «Приората Сиона», которые занимали этот пост начиная с XII века; среди них такие выдающиеся исторические личности, как Леонардо да Винчи, Исаак Ньютон, Виктор Гюго, Клод Дебюсси, Жан Кокто.
Вместе с тем родословная Меровингов, представленная от лица «Приората Сиона», подтверждает притязания Пьера Плантара на трон Франции.

## Факты
- В 1970-е годы Генри Линкольн (утверждавший позднее, что не знал о подложности) использовал «Тайные досье Анри Лобино» при подготовке серии документальных фильмов для BBC Two.
- В 1982 году Генри Линкольн в соавторстве с Майклом Бейджентом и Ричардом Ли выпустил бестселлер «Святая Кровь и Святой Грааль», где одним из основных источников снова послужили «Тайные досье Анри Лобино».
- В 1984 году Пьер Плантар прекратил деятельность «Приората Сиона» после разоблачений журналиста Жан-Люка Шомеля.
- В 1993 году во время расследования обстоятельств убийства премьер-министра Франции полиция провела обыск в доме Плантара с целью выяснить достоверность ранее прозвучавших утверждений Плантара о том, что близкий друг президента Франсуа Миттерана Роже-Патрис Пела[фр.] являлся одним из великих магистров «Приората Сиона». Во время обыска среди прочего были обнаружены документы, где Плантар провозглашался «истинным королём Франции» (фр. vrai Roi de France). Во время судебных слушаний, находясь под присягой, Пьер Плантар публично признал, что является самозванцем[5].
- В 2003 году писатель Дэн Браун использовал «Тайные досье Анри Лобино» для построения сюжета своей книги «Код да Винчи».

## Документальные фильмы
- Код да Винчи // Реальность или фантастика = Is it real?: Da Vinci's Code. — National Geographic Channel, 24.04.2006.